# فیلیپس لی گلدزبرو
فیلیپس لی گلدزبرو (به انگلیسی: Phillips Lee Goldsborough) سناتور سابق عضو حزب جمهوری‌خواه ایالات متحده آمریکا بود. وی در سال ۱۹۲۹ تا ۱۹۳۵ میلادی سناتور ایالت مریلند در سنای ایالات متحده آمریکا بود.